# Côte Fleurie

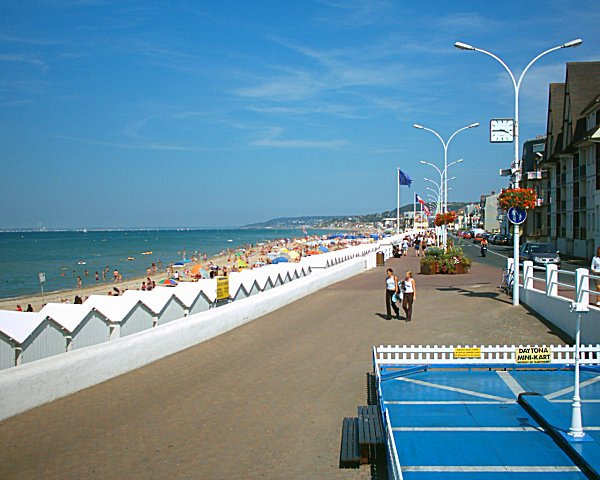
La località di Villers-sur-Mer nella Côte Fleurie

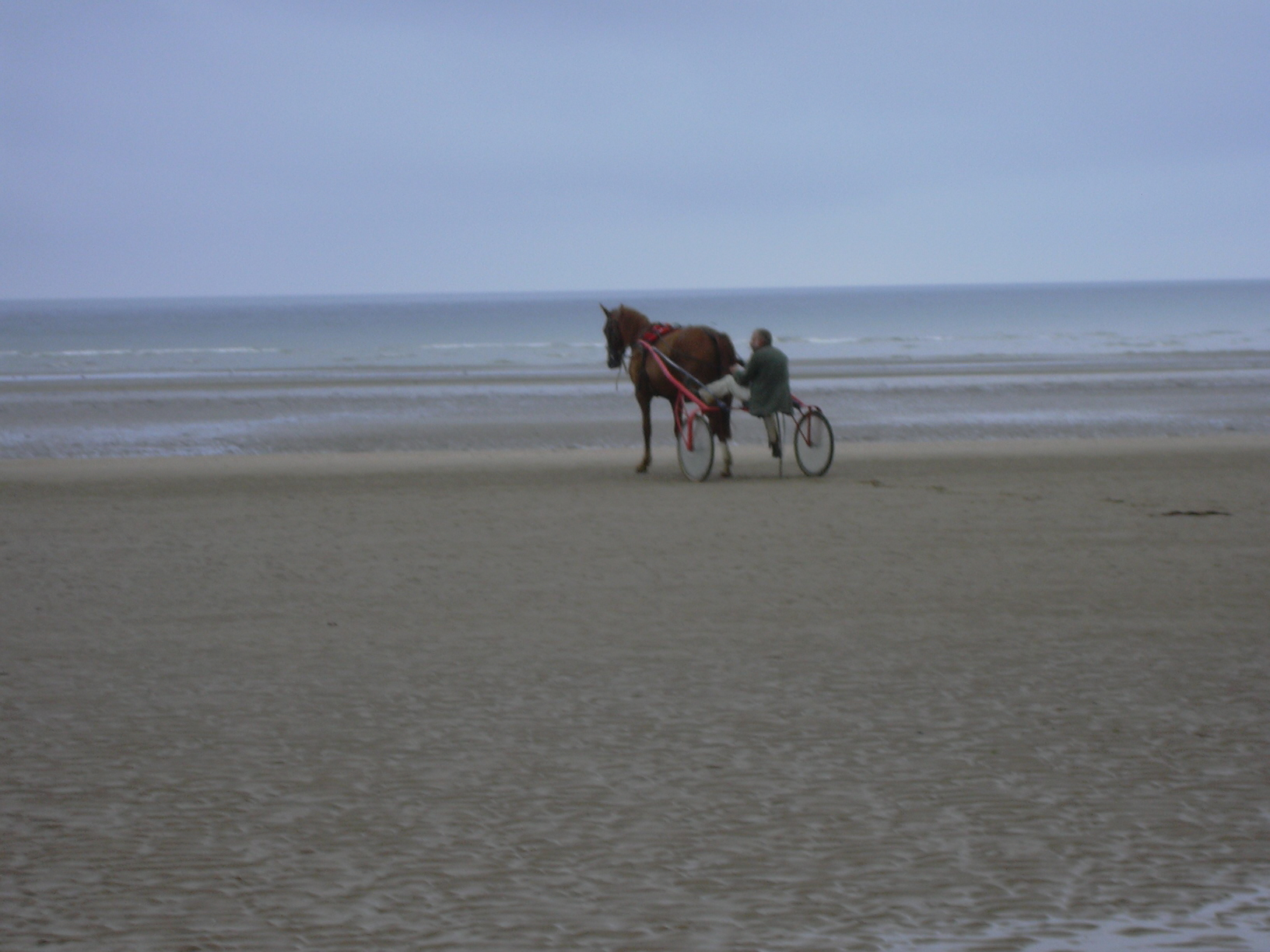
La spiaggia di Cabourg nella Côte Fleurie

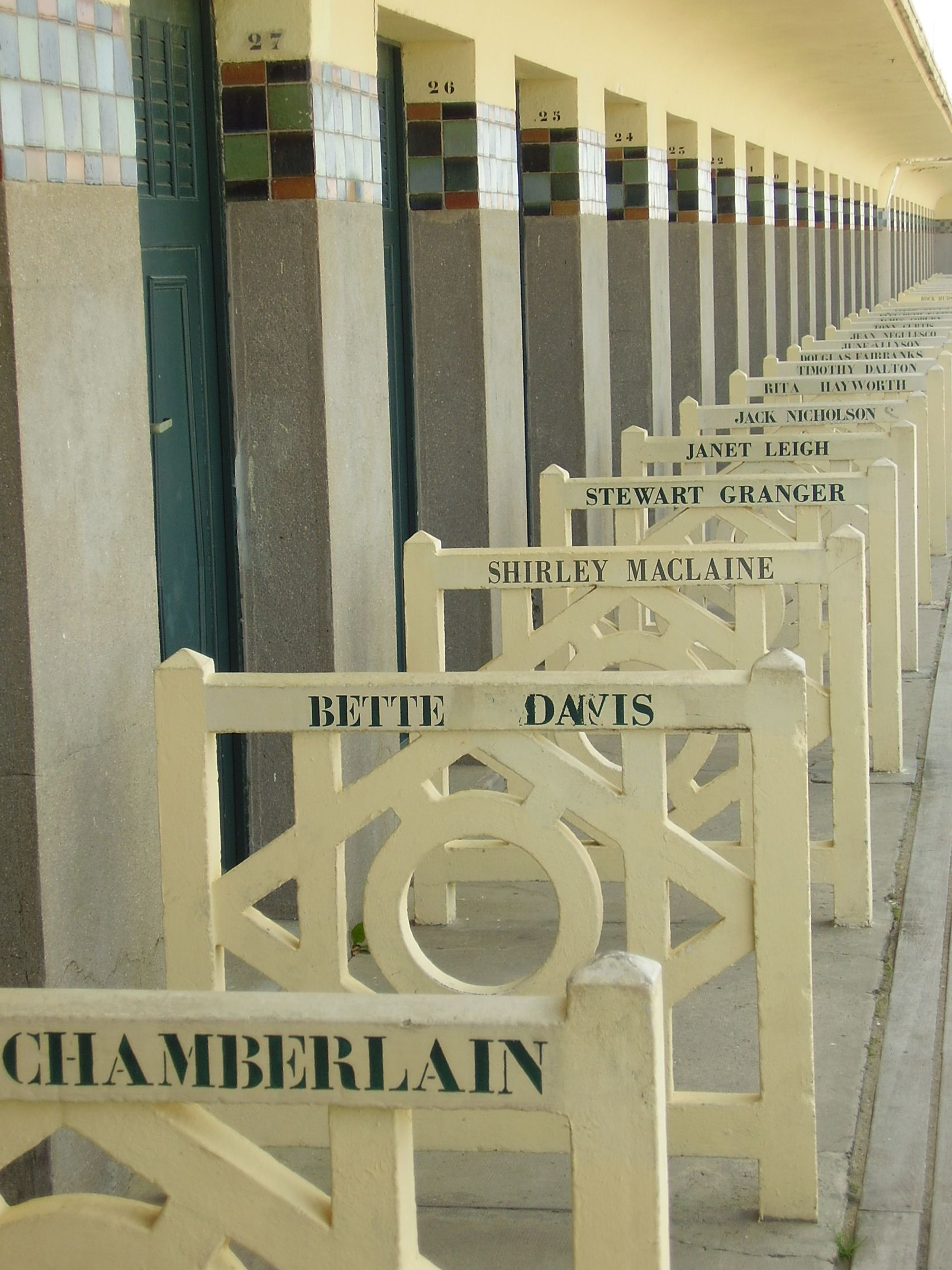
Deauville (Côte Fleurie): Le Planches con i nomi dei vip

Deauville, rinomata località della Côte Fleurie, durante la "Belle Époque", in un dipinto di Eugène Boudin

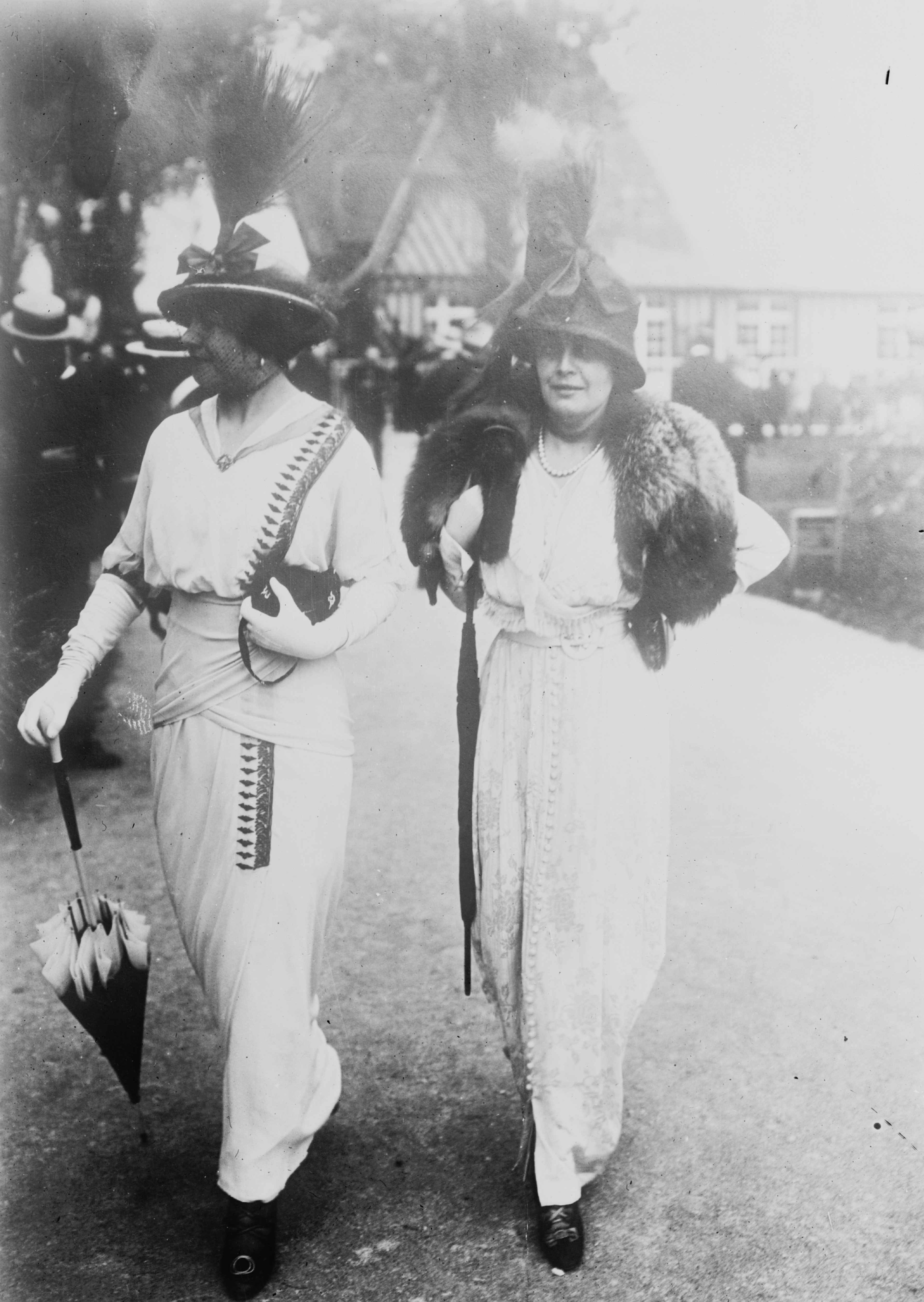
Una sfilata di moda a Trouville (Côte Fleurie) nel 1913

La Côte Fleurie ("Costa Fiorita") è un tratto di costa affacciata sulla Baia della Senna, nella Manica, della regione francese della Normandia (Francia nord-occidentale) e, più precisamente, del dipartimento del Calvados, in Bassa Normandia, caratterizzato dalla presenza di località balneari mondane. Le località più famose della costa sono Deauville, Trouville, Honfleur, Cabourg (stazione balneare dove soggiornò a lungo Marcel Proust) e Houlgate.

## Geografia

### Collocazione
La Côte Fleurie si trova ad est della Côte de Nacre ("Costa di Madreperla"), la costa delle spiagge dello sbarco in Normandia e a sud-ovest di Le Havre e della Côte d'Albâtre ("Costa d'Alabastro"), nonché ad ovest dell'estuario della Senna. I suoi confini sono segnati approssimativamente dall'estuario del fiume Orne ad ovest e da quello della Senna ad est, nonché tra le località di Merville-Franceville-Plage (ad ovest) ed Honfleur (ad est).

### Località
- Benerville-sur-Mer
- Blonville-sur-Mer
- Cabourg
- Cricquebœuf
- Deauville
- Dives-sur-Mer
- La Home-Varaville
- Honfleur
- Houlgate
- Merville-Franceville-Plage
- Tourgéville
- Trouville-sur-Mer
- Sallenelles
- Villers-sur-Mer
- Villerville

## Punti d'interesse
- Le falesie dette "Vaches Noires" ("Vacche Nere"), nei pressi di Houlgate
- La Città Vecchia di Honfleur
- Il Casinò di Deauville

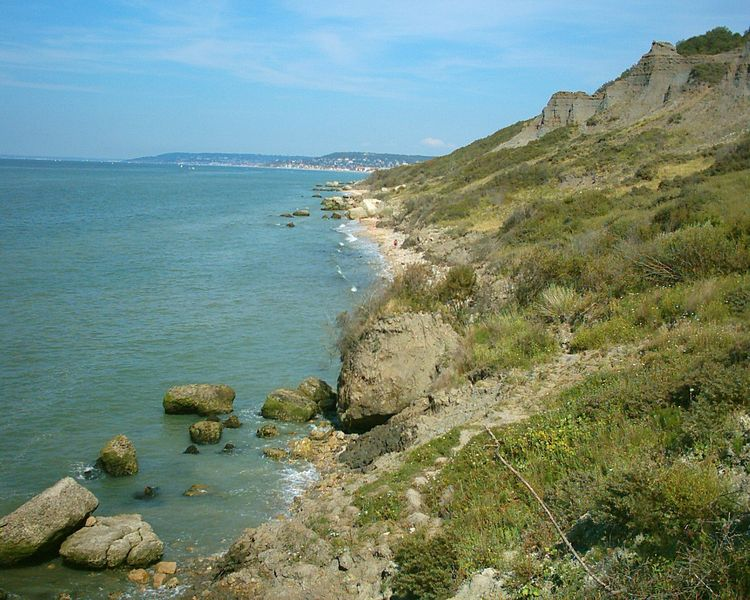
Le falesie dette "Vaches Noires"
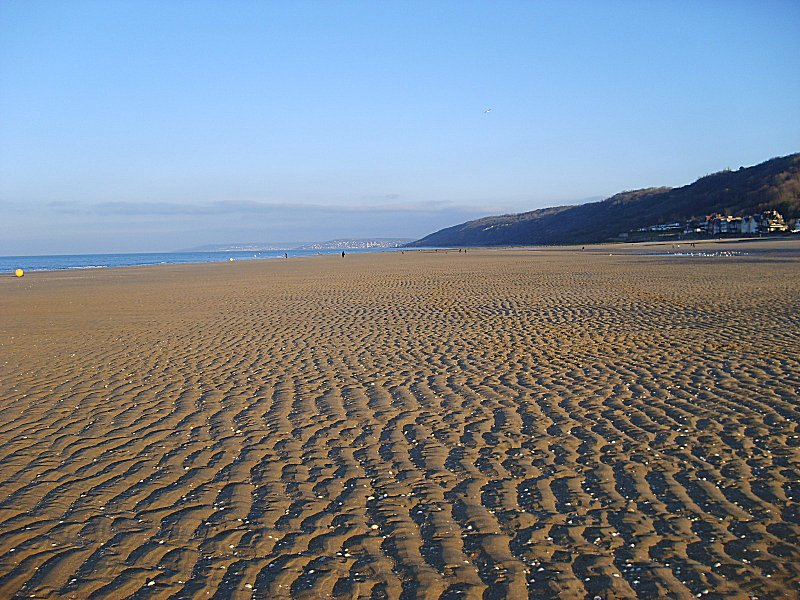
La spiaggia di Houlgate con, sullo sfondo, le falesie dette "Vaches Noires"
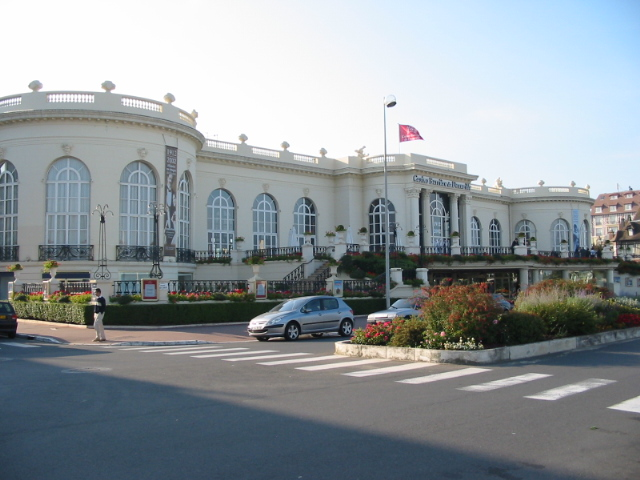
Il Casinò di Deauville

## Eventi
- Festival del cinema americano di Deauville, in settembre